# Ålandsbanken
Ålandsbanken (en suédois : banque d'Åland) est une banque de dépôt en Åland.

## Présentation
Fondée en 1919, la banque est cotée à la Bourse d'Helsinki depuis 1942
Ålandsbanken a huit agences en Finlande continentale et 19 agences en Åland. 

## Actionnaires
Au 31 décembre 2019, les dix plus grands actionnaires de Ålandsbanken étaient:
| #  | Actionnaire                | Actions ALBAV | Actions ALBBV | Actions total | %     |
| -- | -------------------------- | ------------- | ------------- | ------------- | ----- |
| 1  | Wiklöf Anders med bolag    | 1 993 534     | 1 332 961     | 3 326 495     | 21,39 |
| 2  | Alandia Försäkring         | 754 908       | 302 632       | 1 057 540     | 6,80  |
| 3  | OP Yrityspankki OYJ        | 1 372         | 922 569       | 923 941       | 5,94  |
| 4  | Fennogens Investments S.A. | 569 264       | 152 088       | 721 352       | 4,64  |
| 5  | Veritas Eläkevakuutus      | 123 668       | 265 754       | 389 422       | 2,50  |
| 6  | Nordea Bank AB             | 22 008        | 304 475       | 326 483       | 2,10  |
| 7  | Lundqvist Ben Hugo         | 246 111       | 0             | 246 111       | 1,58  |
| 8  | Chilla Capital             | 230 000       | 0             | 230 000       | 1,48  |
| 9  | Oy Etra Invest AB          | 0             | 225 000       | 225 000       | 1,45  |
| 10 | SLS                        | 208 750       | 0             | 208 750       | 1,34  |